# Ridase
Koordinaten: 58° 38′ N, 23° 40′ O
Ridase ist ein Dorf (estnisch küla) in der Landgemeinde Lääneranna im Kreis Pärnu (bis 2017: Landgemeinde Hanila im Kreis Lääne) in Estland.

## Beschreibung

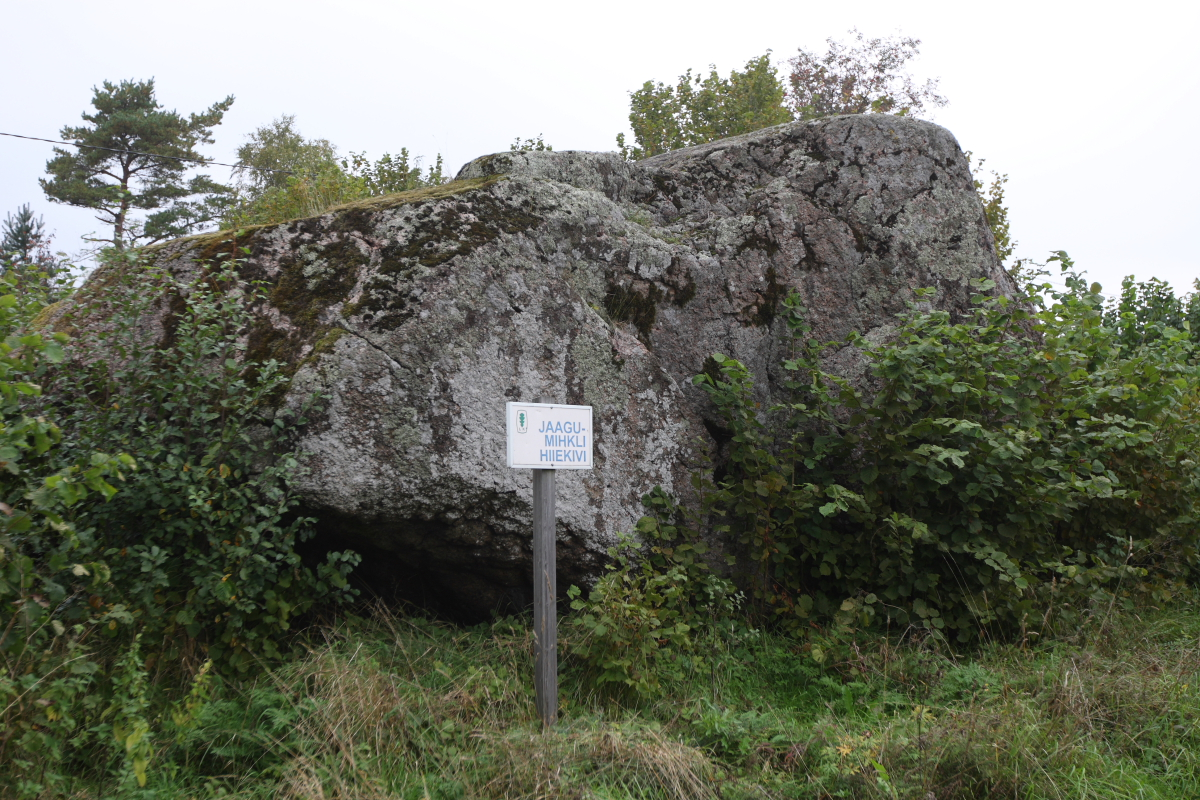
Der Opferstein Mihkli-Jaagu kivi

Der Ort hat 24 Einwohner (Stand 31. Dezember 2011).
In dem Ort befindet sich der sogenannte „Opferstein“ Jaagu-Mihkli kivi. Der Findling hat einen Umfang von 30,1 m. Seine Höhe beträgt vier Meter. Seit 1958 steht er unter staatlichem Schutz.
1972 wurden bei Ridase Spuren einer Siedlung sowie zehn Steingräber aus der ersten Hälfte des ersten Jahrtausends v. Chr. entdeckt.